# Якубов, Джуманияз
Джуманияз Якубов — советский хозяйственный, государственный и политический деятель.

## Биография
Родился в 1917 году в кишлаке Таган. Член КПСС с 1940 года.
С 1934 года — на хозяйственной, общественной и политической работе. В 1934—1985 гг. — учитель неполной средней школы в кишлаке Давлет-Наиб Янгиарыкского
района, завотделом, секретарь Янгиарыкского райкома комсомола, в рядах Советской Армии, инструктор, зав. оргинструкторским отделом Янгиарыкского, секретарь, второй
секретарь Гурленского райкомов партии, второй секретарь Хазараспского, первый секретарь Гурленского, Хазараспского райкомов партии, секретарь обкома партии, первый секретарь Ургенчского райкома партии, председатель облисполкома, секретарь обкома партии, на хозяйственной работе в системе дорожного строительства.
Избирался депутатом Верховного Совета Узбекской ССР 4-го созыва.
Умер в 1991 году.